# Catarhoe algiricata
Catarhoe algiricata är en fjärilsart som beskrevs av Lucas 1907. Catarhoe algiricata ingår i släktet Catarhoe och familjen mätare. Inga underarter finns listade i Catalogue of Life.